# Hanácký župní přebor 2000/2001
V soubojích 10. ročníku Hanáckého župního přeboru 2000/01 (jedna ze skupin 5. fotbalové ligy) se utkalo 16 týmů každý s každým dvoukolovým systémem podzim–jaro. Tento ročník začal v srpnu 2000 a skončil v červnu 2001.

## Nové týmy v sezoně 2000/01
- Z Divize D 1999/00 ani z Divize E 1999/00 nesestoupilo do Hanáckého župního přeboru žádné mužstvo.
- Ze skupin I. A třídy Hanácké župy 1999/00 postoupila mužstva FC Dolany, FK Šternberk a SK Loštice (všechna ze skupiny A).

## Konečná tabulka
Zdroj: 
| Poř. | Tým                           | Z  | V  | R  | P  | VG | OG | B  |
| ---- | ----------------------------- | -- | -- | -- | -- | -- | -- | -- |
| 1.   | TJ Sokol Horka nad Moravou    | 30 | 18 | 8  | 4  | 52 | 22 | 62 |
| 2.   | Spartak VTJ Lipník nad Bečvou | 30 | 16 | 12 | 2  | 67 | 23 | 60 |
| 3.   | TJ Sokol Protivanov           | 30 | 18 | 5  | 7  | 59 | 29 | 59 |
| 4.   | FC Kralice na Hané            | 30 | 12 | 10 | 8  | 51 | 37 | 46 |
| 5.   | FK Hlubočky                   | 30 | 13 | 5  | 12 | 42 | 34 | 44 |
| 6.   | FC Dolany (N)                 | 30 | 12 | 8  | 10 | 60 | 58 | 44 |
| 7.   | TJ Sokol II Prostějov         | 30 | 12 | 7  | 11 | 40 | 42 | 43 |
| 8.   | TJ Tatran Supíkovice          | 30 | 12 | 6  | 12 | 49 | 50 | 42 |
| 9.   | FK Jeseník                    | 30 | 12 | 4  | 14 | 42 | 45 | 40 |
| 10.  | SK Bělkovice-Lašťany          | 30 | 10 | 8  | 12 | 36 | 40 | 38 |
| 11.  | TJ Tatran Litovel             | 30 | 10 | 7  | 13 | 45 | 55 | 37 |
| 12.  | TJ FK Ruda nad Moravou        | 30 | 9  | 9  | 12 | 47 | 56 | 36 |
| 13.  | FK Šternberk (N)              | 30 | 7  | 14 | 9  | 37 | 49 | 35 |
| 14.  | SKP Slovan Moravská Třebová   | 30 | 6  | 10 | 14 | 27 | 47 | 28 |
| 15.  | TJ Sokol Dub nad Moravou      | 30 | 7  | 6  | 17 | 48 | 77 | 27 |
| 16.  | SK Loštice (N)                | 30 | 4  | 5  | 21 | 33 | 71 | 17 |

Poznámky:
- Z = Odehrané zápasy; V = Vítězství; R = Remízy; P = Prohry; VG = Vstřelené góly; OG = Obdržené góly; B = Body; (S) = Mužstvo sestoupivší z vyšší soutěže; (N) = Mužstvo postoupivší z nižší soutěže (nováček)

|  | Postup do Divize E 2001/02                        |
|  | Sestup do I. A třídy Hanácké župy – sk. A 2001/02 |
|  | Sestup do I. A třídy Hanácké župy – sk. B 2001/02 |